# Hahót
Hahót là một thị trấn thuộc hạt Zala, Hungary. Thị trấn này có diện tích 39,01 km², dân số năm 2010 là 1115 người, mật độ 29 người/km².